# Пірус Артур Миколайович
Арту́р Микола́йович Пі́рус (1992—2023) — військовослужбовець, старший солдат НГУ, громадський діяч, правознавець, депутат міської ради Галицької територіальної громади, кавалер ордена «За мужність» III ступеня.

## Життєпис
Народився 10 серпня 1992 року в місті Галич. З 1999 року по 2008 рік навчався в Галицькій ЗОШ І—II ст. № 1.
У 2008 вступив до Івано-Франківського політехнічного ліцею, який закінчив 2012 року.
Був учасником Революції Гідності, брав участь у боях на вулиці Грушевського в Києві, йшов на штурм Українського дому. Потім добровольцем пішов захищати державу. Служив в «Азові» та в 50 полку Нацгвардії України.
Після служби захищав права та інтереси учасників бойових дій і їхніх сімей, допомагав їм адаптуватися до цивільного життя. Громадський діяч, голова Галицького районного об'єднання воїнів АТО, депутат міської ради Галицької ТГ від Української Галицької партії. Займався відновленням занедбаних та знищених могил учасників національно-визвольної боротьби за Україну та гідним вшануванням пам'яті всіх героїв, які загинули за Україну.
Коли розпочалась повномасштабна війна, він знову пішов на захист держави. Стрілець-парамедик.

## Загибель
27 березня 2023 року загинув у бою з окупантами у напрямку Кремінної в с. Шипилівка Луганської області.

## Нагороди
- медаль «За оборону Маріуполя» (2015 р.)
- медаль «За бойову звитягу» (2015 р.)
- хрест учасника бойових дій/російсько-українська війна
- відзнака Івано-Франківської обласної державної адміністрації та обласної ради «За бойову звитягу»
- медаль Святого Юрія Митрополита Галицького керуючого Івано-Франківською Єпархією УАПЦ Кира Андрія (2018)
- ювілейна відзнака Івано-Франківської обласної ради «130 років Євгену Коновальцю» (2021 р.)
- орден «За мужність» III ступеня (посмертно)
- медаль Івано-Франківської обласної державної адміністрації та Івано-Франківської обласної ради «За заслуги перед Прикарпаттям» (посмертно)
- медаль Івано-Франківської обласної ради «Лицар бойового чину» (посмертно)
- відзнака міського голови м. Івано-Франківськ «За честь і звитягу» (посмертно)[5]

## Вшанування пам'яті
В його пам'ять посаджене дерево у місті Бергамо, Італія